# Fernando Pacheco
Fernando Albo Pacheco Flores (Badajoz, 18 maggio 1992) è un calciatore spagnolo, portiere dell'Espanyol.

## Carriera

### Club
Il 20 dicembre 2011 ha esordito con la prima squadra del Real Madrid nella partita del quarto turno di Coppa del Re, vinta per 5-1 sul Ponferradina. Per la stagione 2014-2015, in qualità di terzo portiere, viene definitivamente promosso da Carlo Ancelotti in prima squadra, con cui esordisce in Coppa del Re il 2 dicembre 2014, nella sfida vinta 5-0 contro il Cornellá.
Il 7 agosto 2015 viene acquistato dall'Alavés.
L'11 agosto 2022 firma un contratto quadriennale con l'Almería.
Il 1º febbraio 2023 viene acquistato dall'Espanyol.

### Nazionale
Ha giocato nelle nazionali giovanili spagnole Under-19 ed Under-20.
Il 5 settembre 2013 ha esordito in nazionale Under-21 nella partita di qualificazione agli Europei di categoria vinta per 6-2 sull'Austria.

## Palmarès

### Club

#### Competizioni nazionali
- Segunda División (Spagna): 1

Deportivo Alaves: 2015-2016

#### Competizioni internazionali
- Coppa del mondo per club: 1

Real Madrid: 2014